# Nothocercus nigrocapillus
A Nothocercus nigrocapillus a madarak osztályának tinamualakúak (Tinamiformes) rendjébe és a tinamufélék (Tinamidae) családjába tartozó faj.

## Rendszerezése
A fajt George Robert Gray angol természettudós írta le 1867-ben, a Tinamus nembe Tinamus nigrocapillus néven.

## Alfajai
- Nothocercus nigrocapillus cadwaladeri Carriker, 1933
- Nothocercus nigrocapillus nigrocapillus (G. R. Gray, 1867)[2]

## Előfordulása
Dél-Amerikába, az Andok hegység keleti részén, Bolívia és Peru területén honos. Természetes élőhelyei a szubtrópusi és trópusi hegyi esőerdők. Állandó, nem vonuló faj.

## Megjelenése
Testhossza 35 centiméter.

## Természetvédelmi helyzete
Az elterjedési területe nagyon nagy, egyedszáma még nagy, de csökken. A Természetvédelmi Világszövetség Vörös listáján nem fenyegetett fajként szerepel.